# Астана Оупън
Астана Оупън (на руски: Астана Оупен; на английски: Astana Open) е професионален турнир по тенис, който се провежда в Астана, Казахстан, в края на октомври всяка година от 2020 г. насам. Турнирът се провежда на закрити твърди кортове.

## История
През 2020 г. турнирът е организиран основно поради отмяната на много турнири през сезон 2020 г. поради продължаващата пандемия от КОВИД-19.  От 2021 г. турнирът се провежда като комбинирано събитие, като турнирът за жени се играе седмицата след мъжкия (като част от WTA Tour).  Това е първият път в историята, в който ATP и WTA турнир се провеждат в Казахстан.

## Финали

### Сингъл мъже
| Домакин | Година          | Шампион          | Финалист            | Резултат            |
| Алмати  |                 |                  |                     |                     |
| ------- | --------------- | ---------------- | ------------------- | ------------------- |
| Алмати  | 2024            | Карен Хачанов    | Габриел Диало       | 6 – 2, 5 – 7, 6 – 3 |
| Астана  |                 |                  |                     |                     |
| 2023    | Адриан Манарино | Себастиан Корда  | 4 – 6, 6 – 3, 6 – 2 |                     |
| 2022    | Новак Джокович  | Стефанос Циципас | 6 – 3, 6 – 4        |                     |
| 2021    | Куон Сун-уу     | Джеймс Дъкуърт   | 7 – 6(8–6), 6 – 3   |                     |
| 2020    | Джон Милмън     | Адриан Манарино  | 7 – 5, 6 – 1        |                     |

### Сингъл жени
| Година | Шампион            | Финалист       | Резултат            |
| ------ | ------------------ | -------------- | ------------------- |
| 2021   | Алисън Ван Ойтванк | Юлия Путинцева | 1 – 6, 6 – 4, 6 – 3 |